# Pseudicius solomonensis
Pseudicius solomonensis là một loài nhện trong họ Salticidae. Loài này được phát hiện ở Salomonseilanden.